# L'Adoration des bergers (Mantegna)
Pour les articles homonymes, voir L'Adoration des bergers.
L’Adoration des bergers est un tableau réalisé en 1455-1456 par Andrea Mantegna, peintre de la Renaissance. L'œuvre est  conservée depuis 1932 au Metropolitan Museum of Art, New York.

## Histoire du tableau
La composition reprend un thème  récurrent de l'iconographie chrétienne, celui de l'Adoration des bergers.
L'œuvre de petite dimension (40 × 55,6 cm) appartient à la première période du peintre Andrea Mantegna alors dans sa vingtaine mais témoigne d'une grande maturité. On a longtemps cru qu'il était le résultat d'une commande de Borso d'Este, du temps où le peintre séjournait à la cour de Ferrare en 1449 ; en réalité, cette date est impossible à retenir : il existe une trop grande différente de style entre le Saint Jérôme dans le désert (1450) et ce tableau, dont la clarté lumineuse se retrouve dans Le Martyre et le Transport du corps de saint Christophe (église des érémitiques de Padoue, 1455-1457) et témoigne des recherches entreprises alors par Mantegna conjointement avec Giovanni Bellini.
Le panneau est présent sur les murs de la chapelle dévolutive de Marguerite Gonzague en 1586 et décrit sous l'appellation de « la crèche d'Andrea Mantegna » (il Presepio de Andrea Mantegna) : Marguerite est certes la compagne du duc Alphonse II d'Este, mais elle aura sans doute rapporté ce panneau de Mantoue car on ne garde aucune trace descriptive de ce travail auprès des enlumineurs ferrarais du temps de Borso.
En 1603, le panneau se trouve dans la collection Aldobrandini, dans la Villa Aldobrandini (Rome). Il reste dans la famille Aldobrandini, laquelle est liée aux Pamphili, jusqu'à la fin du XVIIIe siècle. En 1792, il est vendu au marchand londonien Alexander Day (1773-1841), puis à William Buchanan, qui le revend en 1808 à Richard Payne Knight (1751-1824) ; le tableau reste dans la famille Knight à Downton Castle près de Ludlow jusqu'en 1924. Il passe alors entre les mains du marchand Joseph Duveen. C'est à  Paris que la composition, exécutée à l'origine sur un panneau, est transférée sur toile. Durant cette opération, une petite partie de la toile située à droite est perdue (il s'agissait d'un tronc d'arbre) ; de même à gauche, l'âne est manquant.
La toile est ensuite reçue sous la forme d'un don anonyme en 1932 par le Metropolitan Museum of Art.

## Analyse
Selon Andrea De Marchi, Mantegna garde ici à la Vierge une position centrale et surélevée par rapport aux autres acteurs de la Sainte Famille. La posture de Marie s'inspire de celles déjà exploitées en Vénétie, par exemple dans le polyptyque de Giovanni d'Alemagna et Antonio Vivarini pour l'église de San Francisco Grande de Padoue (1447, aujourd'hui à la Národny Galerie, Prague).
Le soin avec lequel est exécuté l'arrière plan montre que Mantegna cherche ici à rivaliser avec les maîtres flamands, et on a vu ici une réponse virtuose à Rogier van der Weyden, lequel était passé par Ferrare en 1450. La minutie avec laquelle opère Mantegna sur un si petit format servira de modèle à l'enlumineur Girolamo da Cremona, qui se forme auprès du maître vers 1455, à Padoue.